# BR 25
BR25 ist die Bezeichnung für eine Lautsprecherbox, die seit 1984 in der DDR produziert wurde. Bis 1990 wurden ca. 650.000 Stück davon hergestellt. Konstruiert wurde die Box von dem VEB Musikelectronic Geithain.

## Geschichte
Ende 1984 stellte der VEB Musikelectronic Geithain den Zwei-Wege-Bassreflexlautsprecher vom Typ BR 25 zur Leipziger Herbstmesse vor. Charakteristisch ist nicht nur die tonal sehr saubere und pegelfeste Musikwiedergabe, sondern auch die solide Verarbeitung mit auffallenden abgerundeten Ecken des Schallkörpers. Neben den klassischen Farben schwarz, dunkelbraun und dunkelgrau wurde auch eine Ausführung in damals ungewöhnlichem silber angeboten.
Vorerst wurde die BR 25 auf dem eigenen Firmengelände in der Nikolaistraße gefertigt, doch auf Grund der hohen Nachfrage wurde die Produktion 1985 an den deutlich größeren Betrieb Statron Fürstenwalde abgegeben. Die dort produzierten Lautsprecher gingen zur Hälfte in den BRD-Export. Dort wurden sie in großen Mengen bei Conrad Electronic verkauft und bekamen alsbald einen guten Ruf in der westdeutschen Musikszene. Der Verkaufspreis pro Box betrug damals 69,50 DM. Trotz dieses eher geringen Betrages brachte der Verkauf der DDR dringend benötigte Devisen ein.
Abwandlungen der BR 25 waren die BR 25E (vorgestellt auf der Leipziger Frühjahrsmesse 1985) sowie die BR 26 (1987) und die BR 2725, welche sich lediglich durch optische Änderungen (wie Einsatz einer Lautsprecherblende oder Veränderung der akustischen Elemente auf der Schallwand) auszeichneten. Die akustischen Eigenschaften dieser „Schwestermodelle“ unterscheiden sich nicht zur Urform der BR 25. Eingefleischte Fans und Hörer attestieren der BR 25E und der BR 26 dennoch etwas andere Eigenschaften im Bündelungsmaß und anderen akustischen Details.
Auf Basis der RfT Br 25 wurde die größere BR 50 konstruiert.

## Technische Daten
- Nennbelastbarkeit: 25 W
- Höchstbelastbarkeit: 50 W
- Nennscheinwiderstand: 4 Ohm
- Übertragungsbereich: 45 – 22000 Hz
- Trennfrequenz: 2,0 kHz
- Kennschalldruckpegel: 86 dB
- Nettovolumen: 8,5 l
- Abmessungen (B × H × T): 205 × 290 × 255 mm
- Masse: 6,0 kg
- Preis pro Box: 250,- M

## Trivia
- Auf der Lautsprecherweiche dieser Box wird eine PKW-Glühlampe (Bremslicht, 12 V, 21 W) als Kaltleiter eingesetzt, um den Hochtöner (Gewebekalotte) vor Überlastung zu schützen.
- Die Sicken des Tiefmitteltöners bestehen aus thermomechanisch gepressten Schaumstoff, die Sickenreparatur wird auch heute noch vom Entwickler der Box angeboten.
- Die Spule des Tiefmitteltöners ist auf einen Aluminiumträger gewickelt, was die elektrische Belastbarkeit der Box im Vergleich zu den übrigen Produkten des DDR-Marktes erheblich steigerte, da eine bessere Wärmeabfuhr gewährleistet wurde.
- Die in der BR 25 eingesetzten Lautsprecher wurden ähnlich einem Baukastensystem in den Boxen BR 25E, BR 26, BR 2725 und BR 3750 eingesetzt. Es gab sie als 8-Ohm-Variante (BR 50 Tieftöner), 4-Ohm-Variante mit verkürzter Schwingspule (BR 50 Mitteltöner) und der normalen 4-Ohm-Variante.
- Die beiden Spulen auf der Frequenzweiche sind wegen Materialknappheit (Kupferdraht) aus Aluminium-Bandwickel hergestellt. Die Verbindung vom Aluminiumband zum Kontaktstift, welcher auf die Frequenzweiche gelötet wird, stellt heute eine häufige Ausfallursache dar. Ersatz durch konventionelle Kupferspulen mit gleichen elektrischen Werten und Toleranzen ist problemlos möglich.
- Beim Wettbewerb um das begehrte Gütezeichen Q unterlag der VEB RFT Kombinat Nachrichtenelektronik Leipzig mit seinem Produkt B9271 „Corona“, es herrschte seinerzeit trotz Planwirtschaft ein ideeller Konkurrenzkampf zwischen diesen VEBs.
- Die BR 25 wurde aufgrund ihrer sauberen Tonwiedergabe z. B. in Ü-Wagen (Barkas) zur Vorabkontrolle verwendet. Der RL 900 des VEB Musikelectronic Geithain wurde ab 1985 in allen Rundfunkeinrichtungen der DDR eingebaut. Beide Lautsprecher, sowohl der RL 900 als auch der BR 25, profitierten durch die damaligen Forschungsarbeiten von Joachim Kiesler, welcher heute noch (Stand Januar 2016) als Geschäftsführer der Musikelectronic Geithain GmbH fungiert.